# Ая Кеш
Ая Рейчел Кеш (англ. Aya Rachel Cash; нар. 13 липня 1982, Сан-Франциско) —
американська акторка. У 2015 році номінована на премію «Вибір телевізійних критиків» як найкраща акторка в комедійному телесеріалі «Ти — найгірший». Зіграла Штормфронт / Свободу у серіалі Хлопаки

## Раннє життя та освіта
Ая Рейчел Кеш є дочкою поетеси і письменниці Кім Аддонізіо і буддійського вчителя Юджина Кеша; вона є правнучкою переможниці Вімблдону Полін Бетц.
Закінчила Школу мистецтв Рут АсАвіа в Сан-Франциско і отримала диплом бакалавра витончених мистецтв за програмою акторської майстерності в Міннесотського університету.

## Кар'єра

### Телебачення
Кеш знялася в телесеріалах «Братство», «Закон і порядок», «Закон і порядок: Спеціальний корпус», «Закон і порядок: Злочинний намір», «Милосердя» і «Новини». У 2011 році виконувала одну з головних ролей в комедійному телесеріалі Fox «Світлофор», який тривав один сезон. У 2014 році отримала співпровідну роль Гретхен Катлер в телесеріалі FX «Ти — найгірший». Акторська гра Кеш в цьому шоу була високо оцінена, а сайт The A.V. Club назвав її гру у другому сезоні «найкращим виконанням на телебаченні 2015 року».

### Кіно
Ім'я Кеш з'явилося в титрах таких фільмів, як «Любовна халепа», «Зима замерзлих надій», «Почати знову» і «Щасливий будинок». У фільмі «Вовк з Уолл-стріт» вона виконала маленьку роль Джанет, асистентки Джордана Белфорт. У 2020 році на екрани вийшов комедійний горор з її участю «Налякай мене».

### Театр
Кеш брала участь у численних офф-Бродвейських постановках, і в 2014 році грала в прем'єрній виставі «Труди і Макс закохані» Зої Казан.

## Особисте життя
Кеш познайомилася з письменником і продюсером Джошем Александром , коли працювала його офіціанткою. Вони зустрічалися сім років, а в 2012 році одружилися . Вони проживають разом у Нью-Йорку .
Кеш ідентифікує себе, як єврейка і була вихована в єврейській вірі, але більше не сповідує цю релігію, заявляючи: «Моя мати католичка, мій батько єврей, але я була вихована в єврейській вірі в дуже несуворому храмі [...] потім я вирішила, після моєї Бат-Міцви, не продовжувати». Хоча вона також згадала, що протягом багатьох років брала участь у єврейських святах, але в останні роки не брала участі в багатьох з них.
Кеш сказала, що у неї на спині витатуйований яструб, тому що їй сказали, що «Ая» означає «яструб» на івриті. Однак, коли вона відвідала Ізраїль, їй сказали, що «Ая» (איה) — це архаїчне слово, що означає «яструб», хоча насправді це сучасне івритське слово, що означає «медоїд», інший вид хижого птаха.
Кеш є знаменитою амбасадоркою INARA - неурядової організації, яка допомагає дітям-біженцям із Сирії, пораненим під час війни, отримати медичну допомогу.

### Фільмографія
| Рік  | Назва                    | Роль         | Примітки       |
| ---- | ------------------------ | ------------ | -------------- |
| 2008 | Поза Джексон-авеню       | Ольга        |                |
| 2008 | Список контактів         | Секретар № 2 |                |
| 2009 | Зима заморожених снів    | Повія        |                |
| 2009 | Біточки між              | Сюзі         |                |
| 2011 | Любовна халепа           | Майя         |                |
| 2012 | Лунатизм зі мною         | Ханна        |                |
| 2013 | «Щасливий дім»           | Венді        |                |
| 2013 | Почати знову             | Дженні       |                |
| 2013 | Вовк з Уолл-стріт        | Джанет       |                |
| 2014 | Боярка з наміром         | Джессі       |                |
| 2016 | 10 Кросбі                | Ая           | Короткий фільм |
| 2016 | Усі обміни фінал         | Дом          | Короткий фільм |
| 2017 | «Сільські люди»          | Барбара      |                |
| 2017 | Mary Goes Round          | Мері         |                |
| 2018 | Нова стара любов         | Ханна Бекер  |                |
| 2018 | Гра закінчена, чоловіче! | Кессі        |                |
| 2018 | Соціальні тварини        | Джейн        |                |
| 2020 | Лякаєш мене              | Фанні        |                |
| 2021 | Ми розлучилися           | Лорі         |                |
| 2023 | Молода дружина           | Роза         |                |
| 2024 | Жертва                   | Карлі        | Короткий фільм |

### Телебачення
| Рік            | Заголовок                           | Роль                 | Примітки                                                   |
| -------------- | ----------------------------------- | -------------------- | ---------------------------------------------------------- |
| 2006 рік       | Закон і порядок                     | Жанін Лесько         | Епізод: «Kingmaker»                                        |
| 2006 рік       | Закон і порядок: Злочинні наміри    | Лорі                 | Епізод: «Плакуча верба»                                    |
| 2007 рік       | Братство                            | Марта Даннерс        | Епізод: «Притулок від бурі 1:1-2»                          |
| 2007 рік       | Зачарований                         | Кріссі               | Невилучений пілот CW                                       |
| 2009 рік       | Закон і порядок: Спеціальний корпус | Катріна Личкова      | Епізод: «Теплиця»                                          |
| 2010 рік       | Милосердя                           | Блісс Едлестайн      | Епізод: «Забагато ставлення і недостатньо нижньої білизни» |
| 2010 рік       | «Дивна пива»                        | Ліззі                | Пілот FOX без ефіру                                        |
| 2011 рік       | Світлофор                           | Каллі                | Головна роль; 13 епізодів                                  |
| 2012 рік       | Вечеря в п'ятницю                   | Ліззі                | Пілот NBC без ефіру                                        |
| 2012 рік       | Обдарований чоловік                 | Тріш Саллоуей        | Епізод: «У разі серцевої недостатності»                    |
| 2013 рік       | Новини                              | Шеллі Векслер        | 3 епізоди                                                  |
| 2013 рік       | Ми чоловіки                         | Клер                 | 5 епізодів                                                 |
| 2014–2019 роки | Ти — найгірший                      | Гретхен Катлер       | Головна роль; 62 епізоди                                   |
| 2015 рік       | Американська сімейка                | Ванесса              | Епізод: «Необдумані рішення»                               |
| 2015 рік       | Гарна дружина                       | Амбер Одрі           | Епізод: «Не зазнай невдачі»                                |
| 2015           | Сирени                              | Сінді                | Епізод: «Нехай пітони будуть пітонами»                     |
| 2015           | Хоок                                | Невідомо             | 2 епізоди                                                  |
| 2016           | Американський тато!                 | Офіціантка Джоді     | Епізод: «Невключені»                                       |
| 2016–2019 роки | Легко                               | Шеррі                | 4 епізоди                                                  |
| 2019 рік       | Фоссі / Вердон                      | Джоан Саймон         | мінісеріал                                                 |
| 2019 рік       | Вілл і Грейс                        | Олівія Волкер        | Епізод: «Терези справедливості»                            |
| 2020 рік       | Хлопаки                             | Штормфронт / Свобода | Головна роль (2 сезон); 8 епізодів                         |
| 2022 рік       | Перша леді                          | Естер Лібовіц        |                                                            |
| 2024           | Франшиза                            | Аніта                | Головна роль                                               |